# Franz Horny

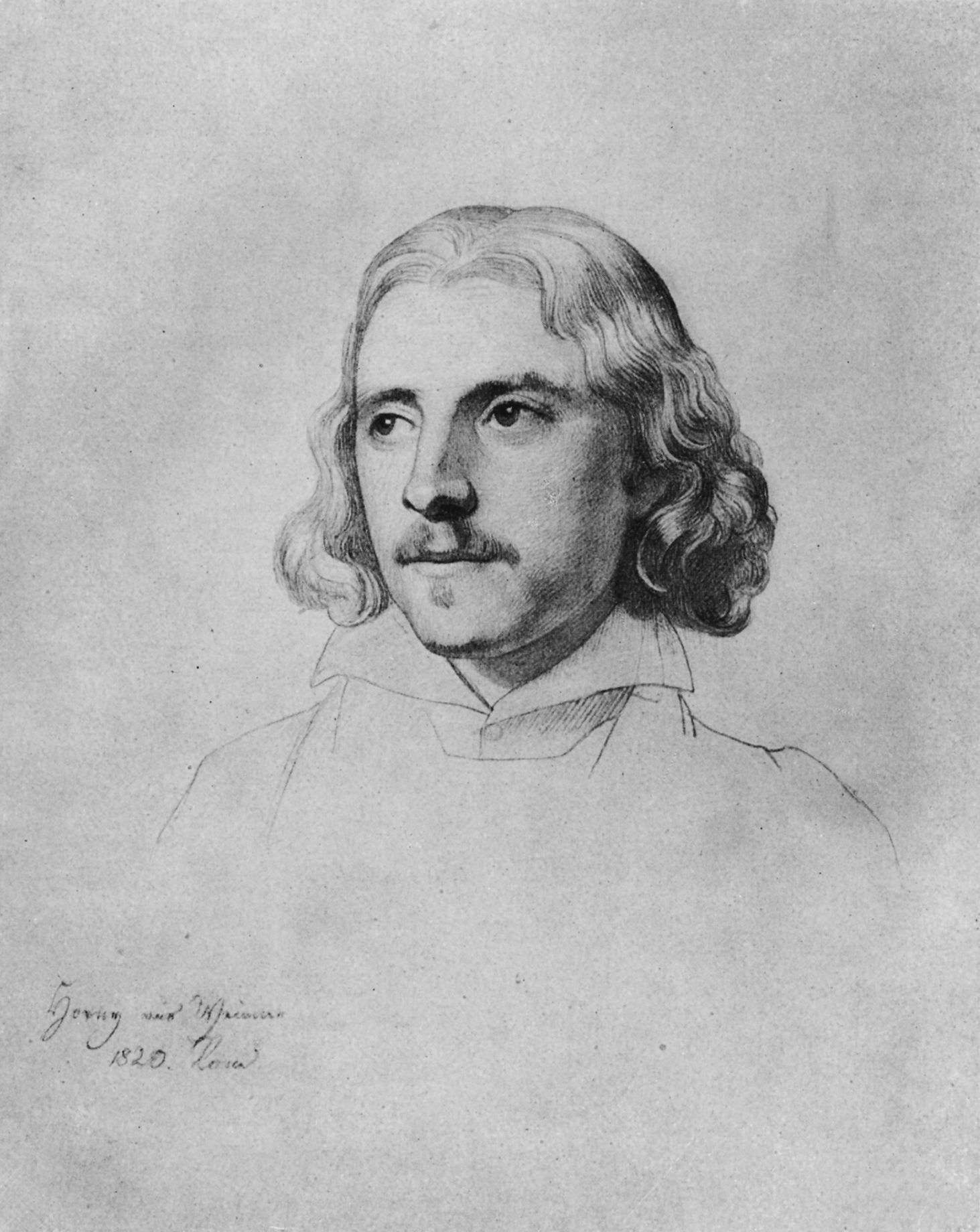
Franz Horny in Rom; Carl Christian Vogel von Vogelstein, 1820

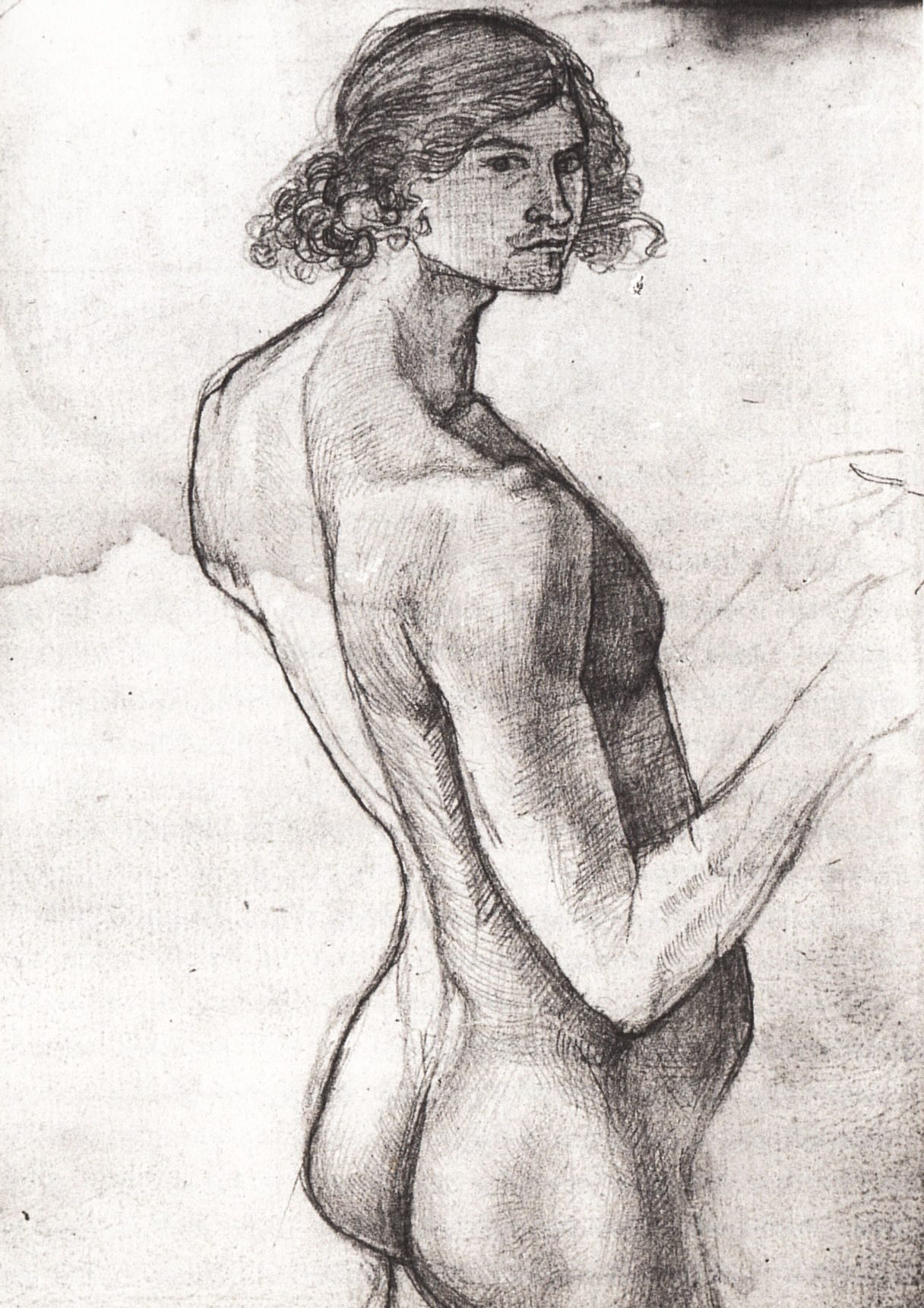
Selbstbildnis als Ganzakt (1821)

Franz Theobald Horny (* 23. November 1798 in Weimar; † 23. Juni 1824 in Olevano Romano bei Rom)  war ein deutscher Maler der Romantik.

## Leben
Franz Horny besuchte die von Goethes Berater Johann Heinrich Meyer geleitete Mal- und Zeichenschule seiner Heimatstadt, an der auch sein Vater Konrad Horny unterrichtete. Entscheidend für seinen weiteren Werdegang sollte für ihn die Begegnung mit dem Kunsthistoriker, Sammler und Mäzen Carl Friedrich von Rumohr werden, der ihn 1816 mit auf eine Reise nach Rom nahm und ihn als Schüler in das Atelier von Joseph Anton Koch vermittelte. Horny blieb dort bis 1817 und wurde in dieser Zeit in die deutsch-römischen Künstlerkreise um seinen Lehrer als Vertreter der klassischen idealen Landschaft einerseits und um die Nazarener wie Peter von Cornelius und Julius Schnorr von Carolsfeld andererseits aufgenommen.

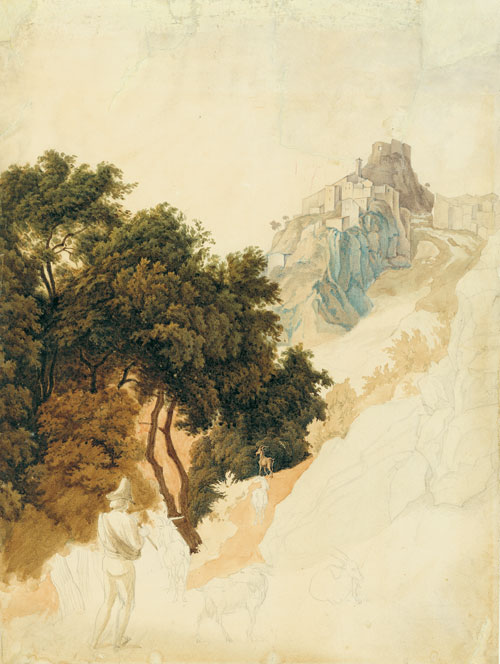
Ansicht von Olevano, um 1821

Mit Rumohr unternahm Horny Arbeitsreisen nach Olevano in den Sabiner Bergen sowie nach Frascati. Auf einer dieser Reisen lernte er Peter von Cornelius kennen, der ihn zur Mitarbeit an seinen Fresken im Casino Massimo heranzog. Nachdem Cornelius 1818 wieder nach Deutschland zurückgekehrt war, arbeitete Horny vorwiegend als Landschafter. In diesem Jahr trat seine Tuberkulose-Erkrankung erstmals offen zutage. Er zog sich nach Olevano zurück, kam aber des Öfteren nach Rom. Seit Herbst 1822 lebte er ständig in Olevano, wo er nach schwerem Leiden 1824 starb und wo sich auch sein Grab in der Kirche San Rocco befindet.

## Werk

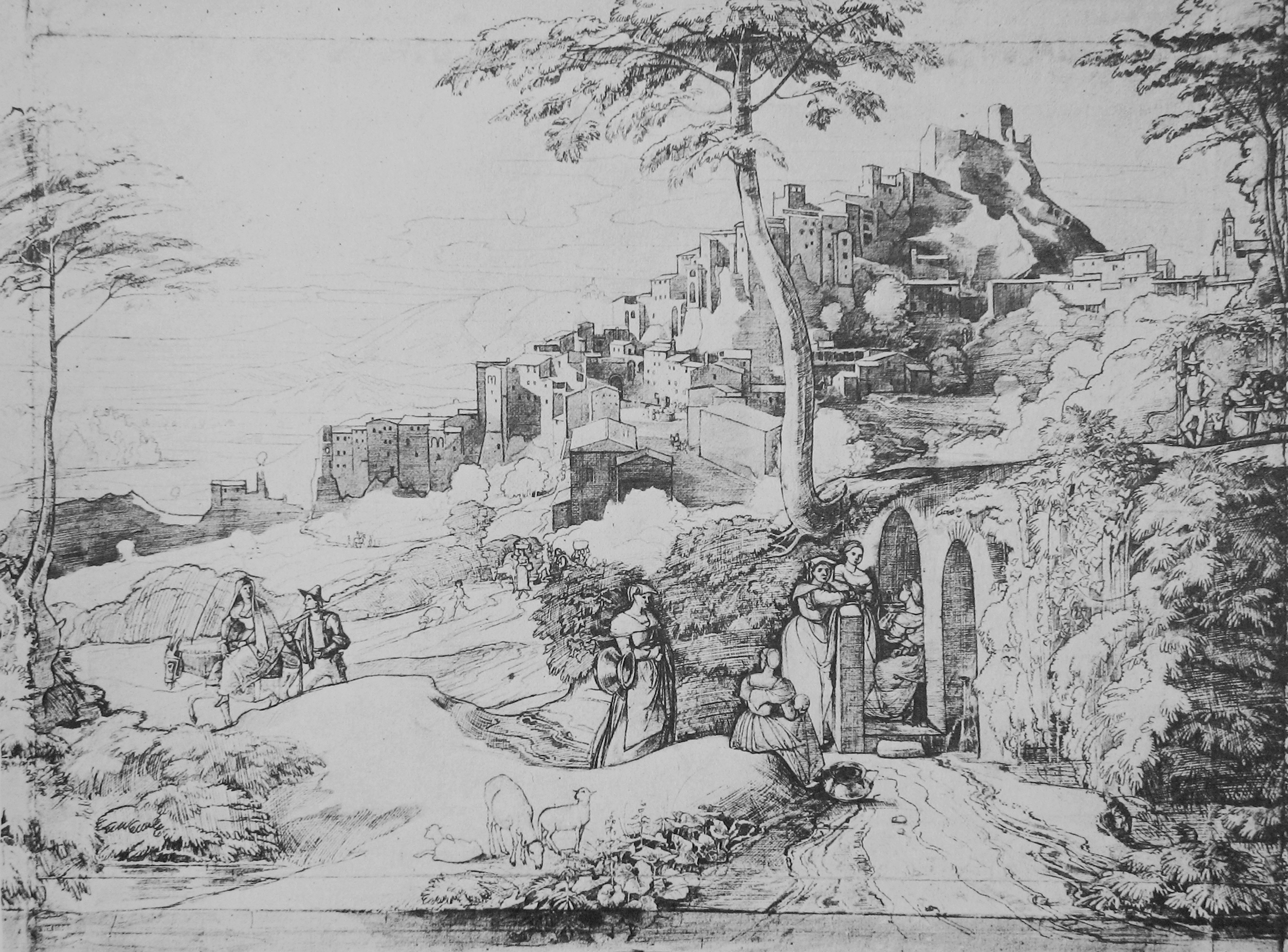
Frauen am Brunnen von Olevano, um 1822

Horny wurde schon bald nach seinem Tod immer zusammen mit Carl Philipp Fohr genannt, und dabei die besondere Klarheit der Landschaftsauffassung der beiden früh verstorbenen Künstler hervorgehoben. Überdies haben Horny die Kunstanschauungen der Nazarener stark berührt, er gewann jedoch mit seinem Werk durch den graphischen Erfindungsreichtum seiner Zeichnungen sowie durch den suggestiven Einsatz von Linie und Farbe als Gestaltungsmittel eine eigene Position. Dabei hing er allerdings mehr der idealen Landschaft und weniger der Naturstudie an.
In den Jahren 1998/99, zu Hornys 200. Geburtstag, zeigte die Hamburger Kunsthalle in Verbindung mit den Kunstsammlungen zu Weimar eine als „Ein Romantiker im Lichte Italiens“ apostrophierte Ausstellung, die mit einer konzentrierten Auswahl erstmals das Gesamtwerk des Zeichners vor Augen führte.